# Anolis ruizi
Anolis ruizi är en ödleart som beskrevs av  Ricardo M. Rueda och WILLIAMS 1986. Anolis ruizi ingår i släktet anolisar, och familjen Polychrotidae. IUCN kategoriserar arten globalt som starkt hotad. Inga underarter finns listade i Catalogue of Life.